# Monty Brown
Montaque Brown, meglio conosciuto come Monty Brown (Saginaw, 13 aprile 1970), è un ex wrestler ed ex giocatore di football americano statunitense, noto per i suoi trascorsi nella Total Nonstop Action tra il 2004 e il 2006 e nella World Wrestling Entertainment tra il 2006 e il 2007.

## Carriera nel football americano
Monty Brown frequentò la Ferris State University di Big Rapids (Michigan), dove giocò come linebacker nella squadra di football americano. Nel 1993 fu messo sotto contratto dai Buffalo Bills, franchigia della National Football League (NFL), con cui arrivò al Super Bowl l'anno successivo, sebbene non scese in campo durante la partita. Nel 1996 passò ai New England Patriots, disputando una sola stagione, al termine della quale annunciò il ritiro dal football americano a causa di un infortunio alla caviglia.

## Carriera nel wrestling

### Circuito indipendente (2000–2004)
Monty Brown si allenò per diventare wrestler sotto la guida di Dan Severn e Sabu. Tra il 2002 e il 2004 lottò in alcune nel circuito indipendente nordamericano.

### Total Nonstop Action (2004–2006)
Monty Brown debuttò nella Total Nonstop Action il 10 marzo 2004, attaccando gli Insane Clown Posse nel corso di un match. Brown interpretò la gimmick di un nativo del Serengeti, indossando pantaloncini leopardati e tigrati e muovendosi come un animale a caccia di prede; ciò gli valse il soprannome di "Alpha Male" (l'espressione in biologia indica il maschio dominante in un gruppo di animali sociali). Disputò un match per l'NWA World Heavyweight Championship contro Jeff Jarrett il 16 gennaio 2005 durante il pay-per-view Final Resolution, ma non riuscì a vincere.
Due mesi dopo, Brown passò heel nel corso del main event di Destination X, attaccando Diamond Dallas Page ed aiutando Jarrett a mantenere il titolo. Brown si unì quindi al "Planet Jarrett", la stable guidata da Jarrett e passò diversi mesi feudando con gli avversi di questi: Kevin Nash, Sean Waltman, Diamond Dallas Page ed A.J. Styles. Qualche mese dopo iniziò a lottare in coppia con un altro membro del Planet Jarrett, Kip James; i due lottarono contro i 3Live Kru nel tentativo di convincere B.G. James (membro dei Kru) a ridare vita al vecchio tag team dei New Age Outlaws assieme a Kip. Brown e James affrontarono i membri della Kru Ron Killings e Konnan a Sacrifice in un match con B.G. James come arbitro speciale; B.G. si convinse a prendere le parti dei suoi compagni stable e li aiutò a vincere.
In seguito alla sconfitta, Brown iniziò a sostenere di essere il vero trascinatore del team. Il 26 agosto voltò le spalle a Jarrett, sancendo la rottura del loro accordo.
L'11 settembre a TNA Unbreakable, Brown dichiarò la sua intenzione di lottare per l'NWA World Heavyweight Championship a Bound For Glory. Dopo aver sconfitto Lance Hoyt a Bound For Glory, Brown prese parte ad una "Gauntlet for the Gold" battle royal per determinare il primo sfidante per il titolo; Brown fu però eliminato da Jeff Hardy.
Brown si rifece a novembre nel corso del pay-per-view Genesis, vincendo contro Hardy e conquistando il ruolo di primo contendente. In seguito, dopo un litigio con Christian Cage, Brown mise in palio quanto da lui conquistato in un match contro Cage a Turning Point, nel mese di dicembre, perdendo la title shot.
Il 17 dicembre Brown rinnovò la sua alleanza con Jarrett. A Final Resolution Sting e Cage sconfissero Brown e Jarrett.
In seguito alla vittoria del titolo da parte di Christian Cage, Brown ricevette un match per la cintura in vista di Destination X 2006, match vinto dal campione. Dopo Destination X, Brown fu costretto a subire un'operazione al ginocchio e restò lontano dal ring fino al 29 aprile 2006, quando lottò in un incontro disputato in Germania. Il 18 maggio chiese di essere inserito nel King of the Mountain match valido per l'NWA World Heavyweight Championship che si sarebbe disputato a giugno a Slammiversary 2006; Brown tuttavia fallì il tentativo di qualificarsi per il match. Iniziò un feud con Rhino e Samoa Joe, ma il tutto si concluse prematuramente in seguito all'abbandono della compagnia da parte del wrestler.

### World Wrestling Entertainment (2006–2007)
Il 16 novembre 2006 la World Wrestling Entertainment annunciò che Monty Brown aveva siglato un contratto con la federazione. Debuttò nel roster della ECW con il ring name di Marquis Cor Von (rinominato la settimana dopo in Marcus Cor Von) il 16 gennaio 2007, sconfiggendo Cassidy Riley. Poco dopo il suo debutto divenne parte della stable del "New Breed" e con loro iniziò un feud contro quella degli "ECW Originals". Dopo diversi mesi di inattività, il 20 settembre 2007 Brown è stato svincolato dalla WWE. All'origine della pausa dal wrestling e della successiva fine del rapporto di lavoro con la WWE ci sono problemi di natura familiare: Brown ha dovuto lasciare la federazione per prendersi cura dei figli della sorella, prematuramente scomparsa.

### Circuito indipendente (2007–2008)
Dopo quasi due anni d'assenza sul ring, il 3 maggio 2008 a Sinagaw durante uno show della UWA, ritorna sul ring nel ruolo di arbitro speciale nel match per il titolo di campione della federazione, a fine match colpisce volontariamente il campione uscente con la Pounce e dichiara di essere lui il proprietario della cintura.
Il 28 giugno 2008 ad Arlington durante uno show della PCW, dopo aver colpito con la Pounce il co-proprietario della federazione, dichiara al microfono che The Alpha Male è tornato.

## Personaggio

### Mosse finali
- Alpha Bomb (Scoop lift powerbomb)
- Pounce (High impact low angle shoulder block)

### Manager
- Matt Striker

### Soprannomi
- "The Alpha Male"

### Musiche d'ingresso
- Alpha Male di Dale Oliver (2004–2006)
- Smooth di Jim Johnston (2006–2007)

## Titoli e riconoscimenti
Juggalo Championshit Wrestling
- JCW Heavyweight Championship (1)

Prime Time Wrestling
- PTW Heavyweight Championship (1)

Pro Wrestling Illustrated
- Rookie of the Year (2004)